# الهادي مهني
الهادي مهني (24 ديسمبر 1942 - 9 يوليو 2024)، هو طبيب وسياسي تونسي. شغل مناصب وزارية عدة ومنها وزارة الداخلية بين (2002  – 2004).

## الطب
زاول الهادي مهني دراسته بالمعهد العلوي بتونس، حيث تحصّل على شهادة البكالوريا سنة 1963، ثم واصل دراسته الجامعية بكلّية الطب بتونس ثم بمعهد الصحافة وعلوم الأخبار بتونس. بعد تحصّله على التبريز في اختصاص طب الأطفال بدأ حياته المهنية كـمساعد طبي جامعي سنة 1976 ثم كـأستاذ محاضر في جويلية 1980 وأخيرًا في رتبة أستاذ جامعي سنة 1987.

## السياسة
دخل مهنّي معترك الحياة السياسية حين انضمامه للحكومة يوم 3 مارس 1990 في منصب كاتب دولة لدى وزير الصحة العمومية. 

## الحياة الخاصة
الهادي مهني متزوج وأب لابنين.